# Terminalia crenata
Terminalia crenata är en tvåhjärtbladig växtart som beskrevs av Louis René Tulasne. Terminalia crenata ingår i släktet Terminalia och familjen Combretaceae. Inga underarter finns listade i Catalogue of Life.